# Kolcevaja
A Kolcevaja (oroszul: Кольцева́я ли́ния) a moszkvai metró egyik kör alakú vonala (5. számú vonal, barna szín), mely a legtöbb vonalhoz csatlakozik, és a város kilenc nagy pályaudvarából hetet érint. A vonalon hat kocsiból álló, 81–717/714 típusú szerelvények közlekednek.

## Szakaszok átadása
| Szakasz                    | Átadás            | Hossz   |
| -------------------------- | ----------------- | ------- |
| Park Kulturi–Kurszkaja     | 1950. január 1.   | 6,5 km  |
| Kurszkaja–Belorusszkaja    | 1952. január 30.  | 7,0 km  |
| Belorusszkaja–Park Kulturi | 1954. március 14. | 5,9 km  |
| Összesen:                  | 12 állomás        | 19,4 km |

## Képek

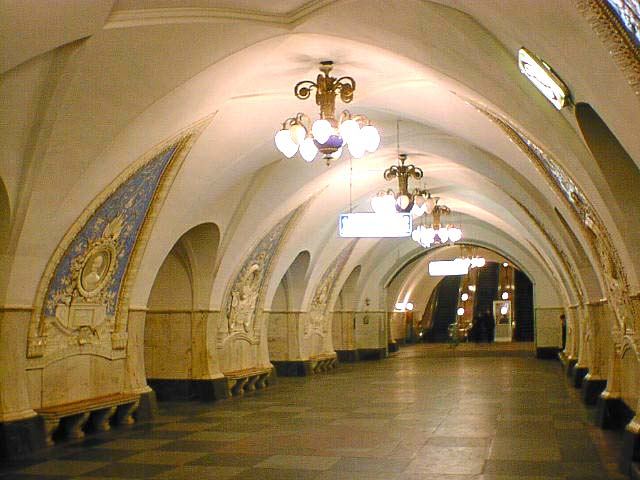
A Taganszkaja állomás
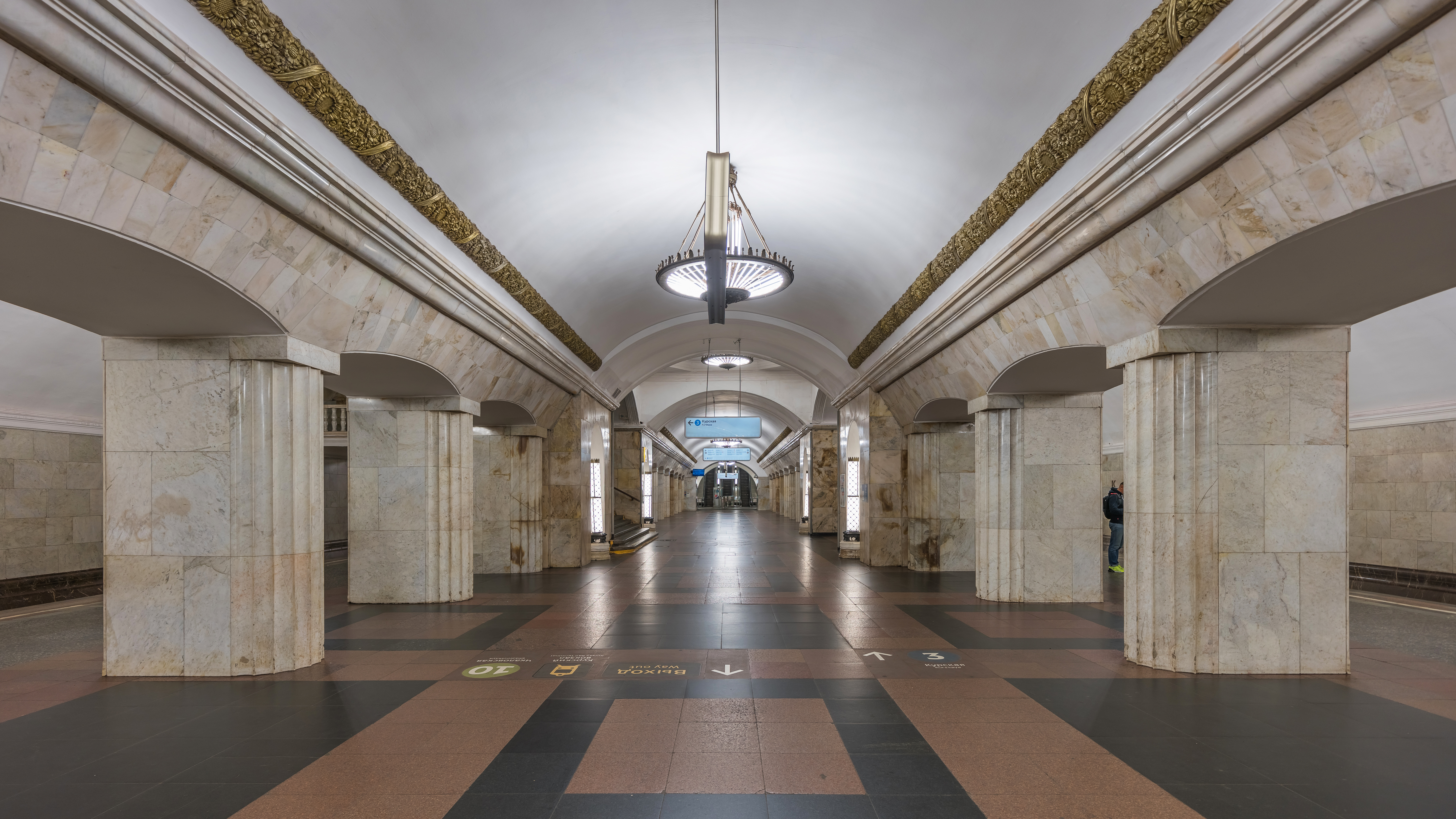
A Kurszkaja állomás